# Leska, Kiustendil
Leska (în bulgară Леска) este un sat în comuna Kiustendil, regiunea Kiustendil,  Bulgaria. 

## Demografie
Componența etnică a satului Leska
     Nicio identificare (100%)
     Altele (0%)
La recensământul din 2011, populația satului Leska era de 1 locuitori. . Pentru 100% din locuitori nu este cunoscută apartenența etnică.